# Bund Deutscher Nationalsozialisten
Bund Deutscher Nationalsozialisten (BDNS) nannte sich eine neonazistische Gruppe in Hamburg, die 1969 noch vor ihrer offiziellen Vereinsgründung vom Bundesminister des Innern der Bundesrepublik Deutschland verboten wurde.

## Geschichte
Im Herbst 1968 rief der in Hamburg lebende 29-jährige Ingenieur Wolf-Dieter Eckart, der im selben Jahr am Pfingsttreffen des Bundes Heimattreuer Jugend teilgenommen hatte, in der Deutschen National-Zeitung zur Gründung eines „Anti-Kominternbundes“ auf, worauf er zahlreiche Antworten nationalsozialistisch eingestellter Personen erhielt. Von seinem ursprünglichen Plan abweichend, beschloss Eckart mit diesem Interessentenkreis eine offen nationalsozialistische Organisation zu gründen.
Zur Vorbereitung der Gründung erstellte eine sechsköpfige Arbeitsgruppe im Februar 1969 in West-Berlin die Satzung für den „Bund Deutscher Nationalsozialisten“. Ziele des Bundes sollten nach Angaben der Initiatoren die Gründung von „Freundeskreise[n] nationalsozialistischer Deutscher“, die Förderung des „Meinungsaustausch[s] mit Menschen, die sich für den Nationalsozialismus interessieren“ und die Bekämpfung des Kommunismus sein. Die Berliner Polizei griff nicht ein, obwohl sie von der Hamburger Polizei informiert worden war. In einem BDNS-Werbebrief propagierte Eckart die ideologische und programmatische Zielsetzung der Organisation unmissverständlich: „Getreu den Worten unseres Führers [wird] aus dem Opfer unserer Soldaten […] der Same aufgehen zur strahlenden Wiedergeburt der nationalsozialistischen Bewegung und damit Verwirklichung einer wahren Volksgemeinschaft.“ In Hamburg wurde unmittelbar nach der Tagung in Berlin ein Ermittlungsverfahren nach § 86 StGB wegen des Verbreitens von Propagandamitteln verfassungswidriger Organisationen eingeleitet.
Am 29. April 1969, zwei Tage vor der für den 1. Mai 1969 terminierten offiziellen Gründungsversammlung, verbot der Bundesminister des Innern die Organisation. Nach Angaben des Spiegel trafen sich trotz des Verbotes fünf Interessenten in Bispingen, unter ihnen Eckart, und verabredeten eine illegale Weiterarbeit.
Noch 1969 gründete Eckart den „Freundeskreises der NSDAP“ als BDNS-Nachfolgeorganisation, dessen Mitteilungsblatt des Freundeskreis der NSDAP er ab 1974 verantwortete. Zudem war er mindestens bis Herbst 1976 Herausgeber des 1967 erstmals erschienenen Nationalsozialistischen Deutschen Nachrichtendienstes. 1976 wurde er wegen fortgesetzter NS-Propaganda zu einer Haftstrafe von acht Monaten auf Bewährung und zu 3000 DM Geldstrafe verurteilt; nach einem Revisionsverfahren beim Bundesgerichtshof verringerte das Gericht die Geldstrafe auf 1000 DM. Die Anklage wegen der Fortführung des BDNS wurde vom Staatsanwalt fallengelassen, da dies zwar beweisbar, aber auch „kläglich gescheitert“ sei. 1980 wurde Eckart erneut wegen NS-Propaganda zu zwei Jahren Haft verurteilt.

## Rezeption
Nach Bernhard Rabert war die Bekanntschaft mit Eckart ein entscheidendes Schlüsselerlebnis für die politische Entwicklung Michael Kühnens. Kühnen, der Mitte 1976 Mitglied in Eckarts „Freundeskreis der NSDAP“ wurde, bezeichnete den BDNS als die „erste nationalsozialistische Organisation der neuen Generation“, deren Mitglieder nicht vom historischen Nationalsozialismus im „Dritten Reich“ motiviert worden seien, sondern von „der abstoßenden Wirklichkeit dieser BRD und der Sehnsucht nach einem wirklichen Lebenssinn“.
Der Darstellung im Handbuch Deutscher Rechtsextremismus zufolge gehörte diese Organisationsgründung zu den Bemühungen, eine Wiederzulassung der NSDAP zu erreichen.
Rainer Fromm zufolge liegt die Bedeutung des BDNS darin, dass es sich „um die erste offen neo-nationalsozialistisch auftretende Organisation nach dem Verbot der Sozialistischen Reichspartei 1952“ handelte. Sie stehe für die „ideologische Radikalisierung in der extremen Rechte Ende der sechziger Jahre“.